# Морено, Алехандре
Алеха́ндре «А́лекс» Море́но Лопе́ра (исп. Alexandre Moreno Lopera; род. 8 июня 1993, Сант-Садурни-д’Анойя) — испанский футболист, левый защитник клуба «Астон Вилла», выступающий на правах аренды за клуб «Ноттингем Форест». Выступает за непризнанную ФИФА сборную Каталонии.

## Клубная карьера

### Ранние годы и «Мальорка»
Морено родился в Сан-Садурни-д’Анойя и окончил молодежную школу местного футбольного клуба «Вильяфранка», дебютировав за основную команду в Терсере в сезоне 2010/11. В апреле 2011 года он подписал контракт с «Барселоной» и был переведён в молодежную команду. Несмотря на то, что он регулярно был игроком стартового состава, в конце сезона он покинул клуб.
В июле 2012 года Морено присоединился к клубу «Льягостера» из Сегунды. Он завершил сезон с 1333 сыгранными минутами и двумя забитыми голами.
4 июля 2013 года Морено перешел в «Мальорку», которая недавно вылетела во второй дивизион. Дебют в Сегунде состоялся 18 августа в гостевом матче против «Сабаделя» .
4 января 2014 года Морено забил свой первый гол во втором дивизионе в матче против «Лас-Пальмаса» (2:2).

### «Райо Вальекано»
15 июля 2014 года Морено подписал четырехлетний контракт с «Райо Вальекано». 14 сентября он дебютировал в Ла Лиге, выйдя на замену в домашнем матче против «Эльче».
13 августа 2015 года Морено был отдан в аренду на год в «Эльче». После возвращения он был стартовым игроком на «Кампо-де-Вальекас», сыграв 40 матчей в сезоне 2017/18, когда клуб выиграл Сегунду и получил повышение.

### «Реал Бетис»
21 августа 2019 года Морено подписал пятилетнему контракт с «Бетисом». Первый гол за испанский клуб Морено забил 11 января 2020 года в матче второго рауда Кубка Испании с «Португалете».

### «Астон Вилла»
11 января 2023 года Алехандре Морено перешел в английский клуб «Астон Вилла». Контракт рассчитан на три с половиной года. 13 января в матче против «Лидс Юнайтед» дебютировал за новый клуб выйдя на замену вместе Люка Диня.

## Клубная статистика
| Клуб           | Сезон      | Лига       | Лига  | Лига | Кубок | Кубок | Континент | Континент | Итог  | Итог |
| Клуб           | Сезон      | Дивизион   | Матчи | Голы | Матчи | Голы  | Матчи     | Голы      | Матчи | Голы |
| -------------- | ---------- | ---------- | ----- | ---- | ----- | ----- | --------- | --------- | ----- | ---- |
| Льягостера     | 2012/13    | Сегунда Б  | 27    | 2    | 4     | 0     | —         | —         | 31    | 2    |
| Мальорка       | 2013/14    | Сегунда    | 31    | 2    | 1     | 0     | —         | —         | 32    | 2    |
| Райо Вальекано | 2014/15    | Ла Лига    | 11    | 0    | 2     | 1     | —         | —         | 13    | 1    |
| Райо Вальекано | 2016/17    | Сегунда    | 37    | 4    | 1     | 0     | —         | —         | 38    | 4    |
| Райо Вальекано | 2017/18    | Сегунда    | 40    | 3    | 0     | 0     | —         | —         | 40    | 3    |
| Райо Вальекано | 2018/19    | Ла Лига    | 36    | 1    | 0     | 0     | —         | —         | 36    | 1    |
| Райо Вальекано | 2019/20    | Сегунда    | 0     | 0    | 0     | 0     | —         | —         | 0     | 0    |
| Райо Вальекано | Итог       | Итог       | 124   | 8    | 3     | 1     | 0         | 0         | 127   | 9    |
| Эльче (аренда) | 2015/16    | Сегунда    | 40    | 2    | 1     | 0     | —         | —         | 41    | 2    |
| Реал Бетис     | 2019/20    | Ла Лига    | 31    | 0    | 2     | 1     | —         | —         | 33    | 1    |
| Реал Бетис     | 2020/21    | Ла Лига    | 23    | 0    | 2     | 0     | —         | —         | 25    | 0    |
| Реал Бетис     | 2021/22    | Ла Лига    | 24    | 5    | 7     | 0     | 7         | 0         | 38    | 5    |
| Реал Бетис     | Итог       | Итог       | 78    | 5    | 11    | 1     | 7         | 0         | 96    | 6    |
| Общий итог     | Общий итог | Общий итог | 300   | 19   | 20    | 2     | 7         | 0         | 327   | 21   |

## Достижения
«Райо Вальекано»
- Чемпион Сегунды: 2017/18

«Реал Бетис»
- Обладатель Кубка Испании: 2021/22